# Bombardier Aventra
Unter dem Namen Bombardier Aventra hat Bombardier Transportation verschiedene Elektrotriebzüge für britische Eisenbahngesellschaften verkauft. Die Plattform wurde 2021 von Alstom, dem Nachfolger von Bombardier Transportation, übernommen. 
Seit 2015 werden die Aventra-Züge wie die Vorgängerbaureihen Electrostar und Turbostar in den Derby Litchurch Lane Works hergestellt. Mit Großaufträgen von Transport for London (TfL), South Western Railway (SWR) und Abellio Greater Anglia hat der Aventra den Bombardier Electrostar als meistverkaufte Triebzugfamilie in Großbritannien abgelöst. Mit Höchstgeschwindigkeiten von 120 bis 177 km/h und vier bis sechs Türen pro Wagen sind die Triebzüge für den S-Bahn-, Vorort- und Regionalverkehr ausgelegt. Die Batterieversion mit einer Reichweite von bis zu 100 km Reichweite als Ersatz für die Turbostar-Züge ist derzeit nur als Bestelloption verfügbar. Dieseltriebzüge wurden ebenfalls noch nicht bestellt.
Die Wagenkästen der Triebzüge bestehen aus Aluminium. Sie laufen auf Drehgestellen des Typs Flexx Eco, wobei die Radsätze aus Gründen der Massenreduktion innen gelagert sind.

## Varianten

### Elizabeth Line

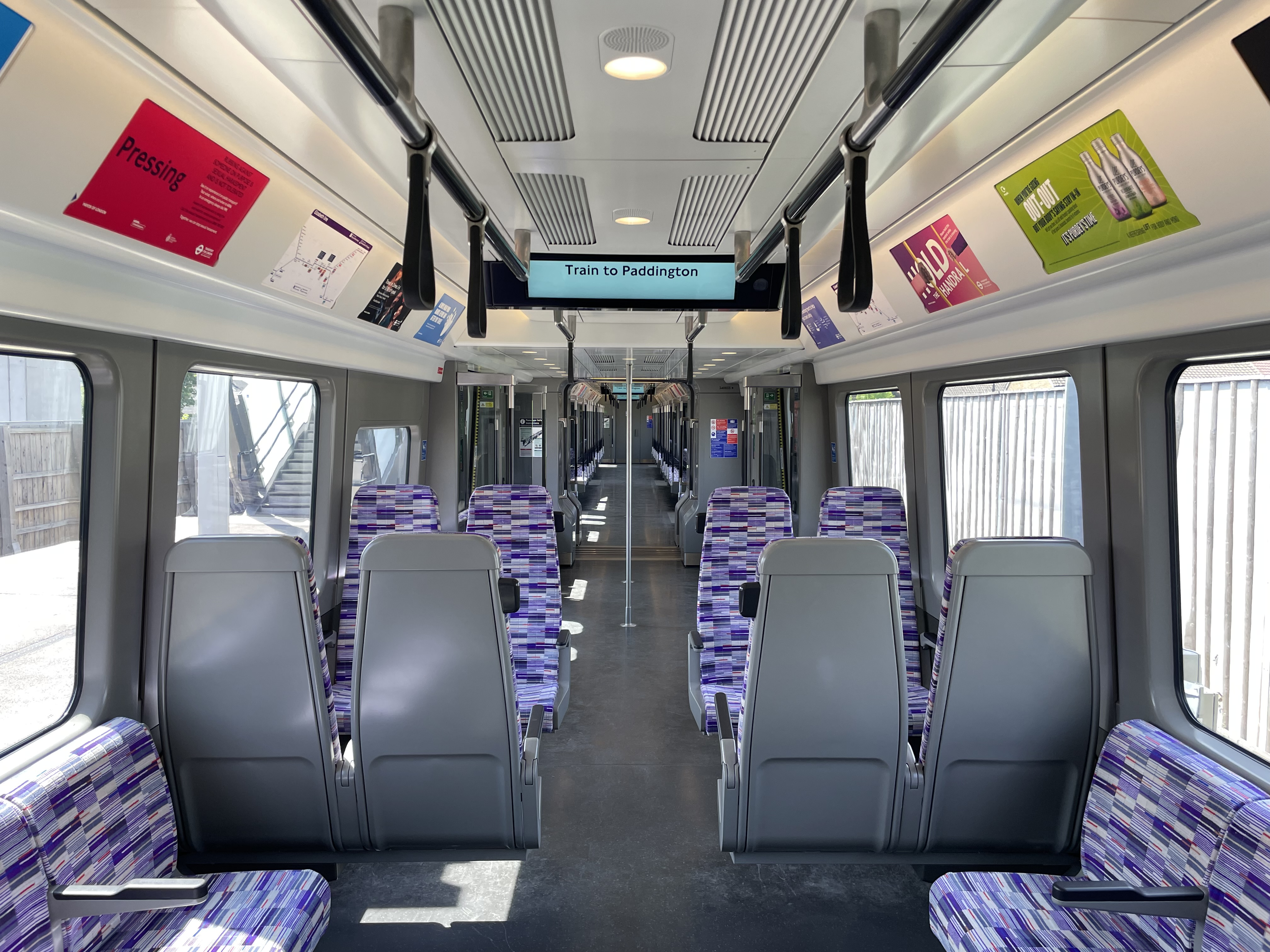
Innenraum eines Aventra der Elizabeth Line mit einem Mix aus Längs- und Querbestuhlung

Im Großraum London verkehren 70 neunteilige Aventra-Triebzüge der Baureihe 345 auf der Elizabeth Line (Crossrail). Für den Einsatz im Tunnel ist das Sitzplatzangebot der Züge reduziert und die Zahl der Türen im Vergleich zu den Regionalbauarten auf drei pro Wagen und Seite erhöht. Da die Stationen im zentralen Abschnitt mit Bahnsteigtüren ausgerüstet sind, müssen die Maße und Abstände der Türen standardisiert sein. Die Türen sind über den gesamten Zug alle 7,5 Meter angeordnet und 1450 Millimeter weit. Ähnlich wie in den Zügen der Metropolitan Line gibt es Sitze in Längs- und Querrichtung, zudem wurden Mehrzweckbereiche mit insgesamt vier Rollstuhlplätzen und Klappsitzen vorgesehen. Pro Zug können 1500 Menschen befördert werden, davon 454 auf Sitzen. Die Züge sind fast 205 Meter lang und durchgängig begehbar. Die Höchstgeschwindigkeit beträgt 145 km/h.
Für den Betrieb durch die Tunnel erhielten die Aventra die Communication-Based Train Control (CBTC) Siemens Trainguard, für die Außenstrecken wurden sie mit ETCS und den nationalen Zugbeeinflussungen AWS und TPWS ausgerüstet.
Transport for London erteilte den ursprünglichen Auftrag über 65 Neunwagenzüge im Februar 2014. Inklusive eines Instandhaltungsvertrags in dem neu zu errichtenden Werk bei Old Oak Common hatte er einen Wert von 2,1 Milliarden Pfund. Im März 2018 wurden fünf Züge nachbestellt. Im östlichen Vorlaufbetrieb wurden von 2017 bis 2022 kürzere Siebenwagenzüge eingesetzt, weil die Bahnsteige im Kopfbahnhof London Liverpool Street zu kurz für Neunwagenzüge sind. Im Juni 2024 bestellte Transport for London zehn weitere Züge, um Arbeitsplätze und Know-how im Werk Derby Litchurch Lane zu sichern und langfristige Nachfragesteigerungen abzufedern.

### London Overground
Auf dem S-Bahn-Netz London Overground verkehren ebenfalls Aventra-Züge (hier als Baureihe 710), teilweise in Zweisystemausführung. 30 Vierwagenzüge sind ausschließlich für Wechselstromstrecken geeignet und kommen auf den Lea Valley Lines ab dem Bahnhof Liverpool Street nach Norden sowie zwischen Upminster und Romford (Romford to Upminster Line) zum Einsatz. Die Triebzüge ersetzten das alte Rollmaterial der Baureihen 315 und 317. Die Zweisystemvariante ist als Baureihe 710/2 eingereiht. 18 Vierwagenzüge bedienen nach der Elektrifizierung die halbringförmigen Strecke zwischen Gospel Oak und Barking und die Watford DC Line. Weitere 6 Zweisystemzüge, allerdings Fünfteiler, verstärken die Electrostar auf den bereits früher umfunktionierten Strecken. Die Züge sind rund 83 beziehungsweise 103 Meter lang und bieten 189 oder 241 Sitzplätze. Die Höchstgeschwindigkeit liegt bei 121 km/h.

### South Western Railway
Den größten Auftrag im Wert von fast einer Milliarde Pfund erteilte South Western Railway (SWR) im Juni 2017 mit 750 Einzelwagen (60 Zehnteiler und 30 Fünfteiler). Die Fahrzeuge der Baureihe 701 sollten ab Dezember 2020 im Vorortverkehr im Südwesten Londons (ausgehend vom Bahnhof Waterloo) eingesetzt werden und dort über 35 Jahre alte Fahrzeuge ablösen. SWR bezeichnet die Züge als Arterio. Im Januar 2024 wurden die Züge erstmals im Fahrgastverkehr eingesetzt. Alle fünf Wagen sind eine behindertengerechte Toilette, zwei Rollstuhlplätze und drei Fahrradabstellplätze vorhanden. Die Sitze sind in 2+2-Anordnung mit breitem Mittelgang angebracht. Im Fünfwagenzug sind 274, im Zehnwagenzug 556 Sitzplätze vorhanden.

### Abellio Greater Anglia / c2c (Class 720)

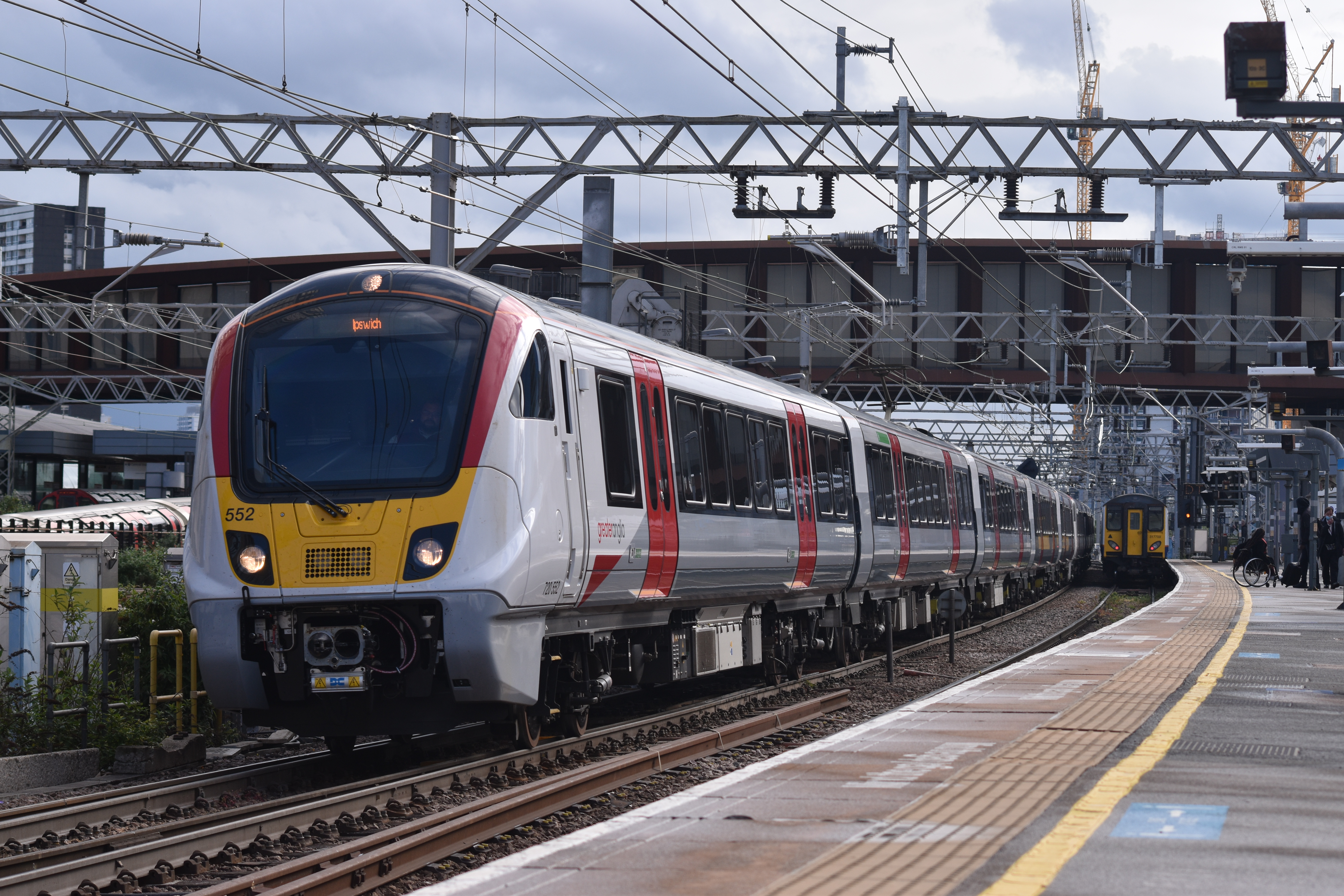
Aventra von Greater Anglia in Stratford

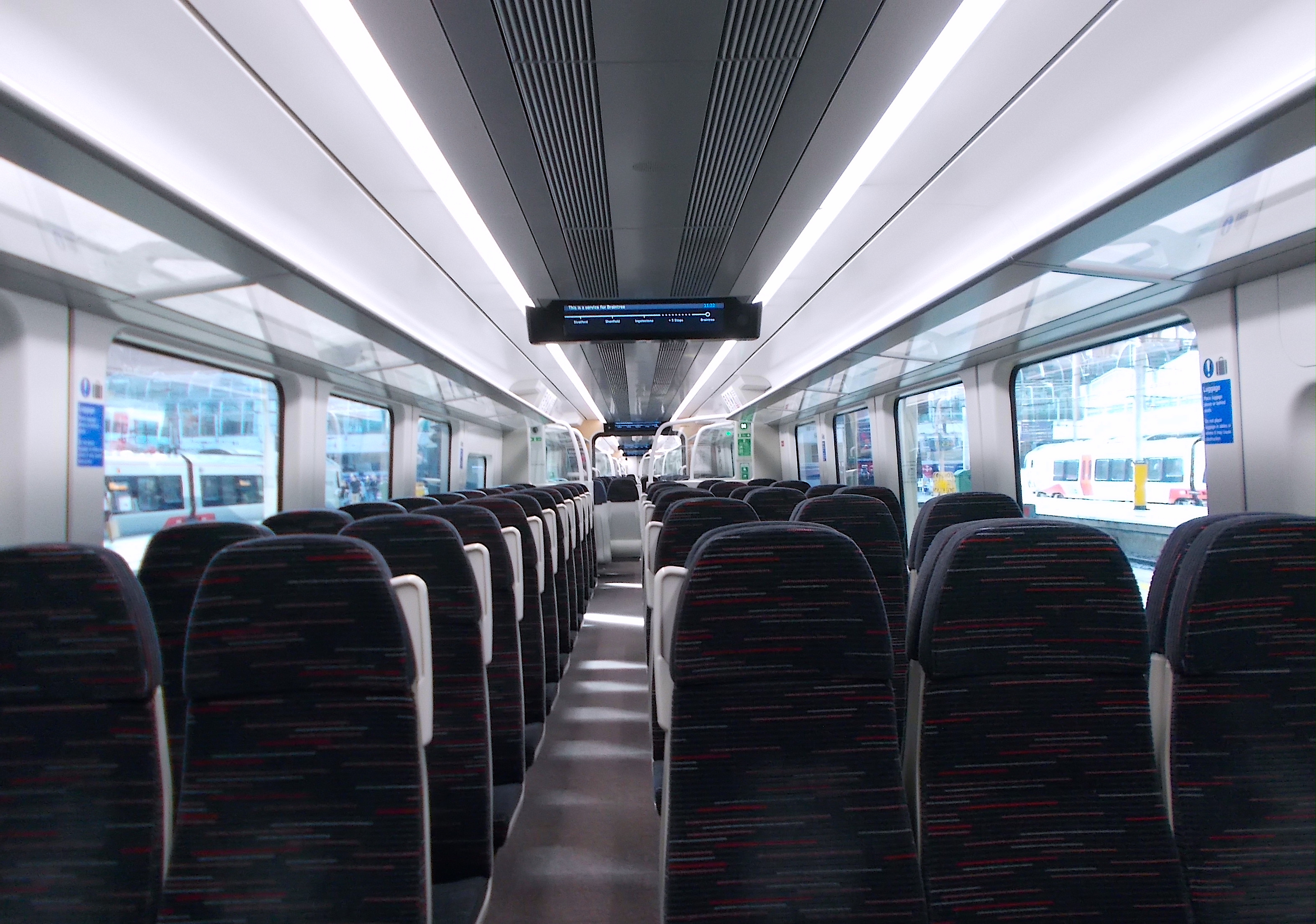
Fünf Sitze pro Reihe für die Pendler zum Bahnhof London Liverpool Street

Abellio Greater Anglia erneuerte ihre übernommene Flotte komplett: Neben FLIRT-UK-Triebwagen der Klassen 745 und 755 wurden dabei auch Bombardier Aventra  bestellt. 89 Fünfteiler und 22 Zehnteiler sollten die Kapazität erhöhen und mehr Komfort bieten. Mitte 2020 wurde der Auftrag geändert und statt der Zehnwagenzüge ausschließlich Fünfwagenzüge beschafft. 
Die Wagenkästen sind 24 Meter lang, sodass ein Fünfwagenzug 122 Meter misst. Gegenüber den zuvor eingesetzten Zwölfwagenzügen hat eine Doppeltraktion bei ähnlicher Länge und Sitzplatzzahl etwa 130 Tonnen weniger Leermasse, was Energie spart. Die Fahrmotoren mit insgesamt 2300 kW Leistung beschleunigen die Züge mit maximal 0,8 m/s² auf eine Höchstgeschwindigkeit von 161 km/h. Um bei einer Bestuhlung von fünf Sitzen pro Reihe ausreichend Beinfreiheit zu schaffen, wurde die Heizung unterflur statt an den Seiten eingebaut. Steckdosen und WLAN sind vorhanden. Die ersten Züge gingen im November 2020 in den Fahrgastbetrieb.
Die Bahngesellschaft c2c ersetzte geleaste Electrostar der Baureihe 387 durch zwölf neue fünfteilige Triebzüge. Durch längere Wagenkästen erreicht eine Aventra-Doppeltraktion mit zehn Wagen die gleiche Länge wie ein zwölfteiliger Electrostar. Im Jahr 2017 wurden sechs Zehnwagenzüge bestellt; für mehr Flexibilität wurde der Auftrag jedoch in Fünfwagenzüge geändert. Mit Verspätung wurde im Frühjahr 2022 der erste Triebzug angeliefert.

### West Midlands Trains

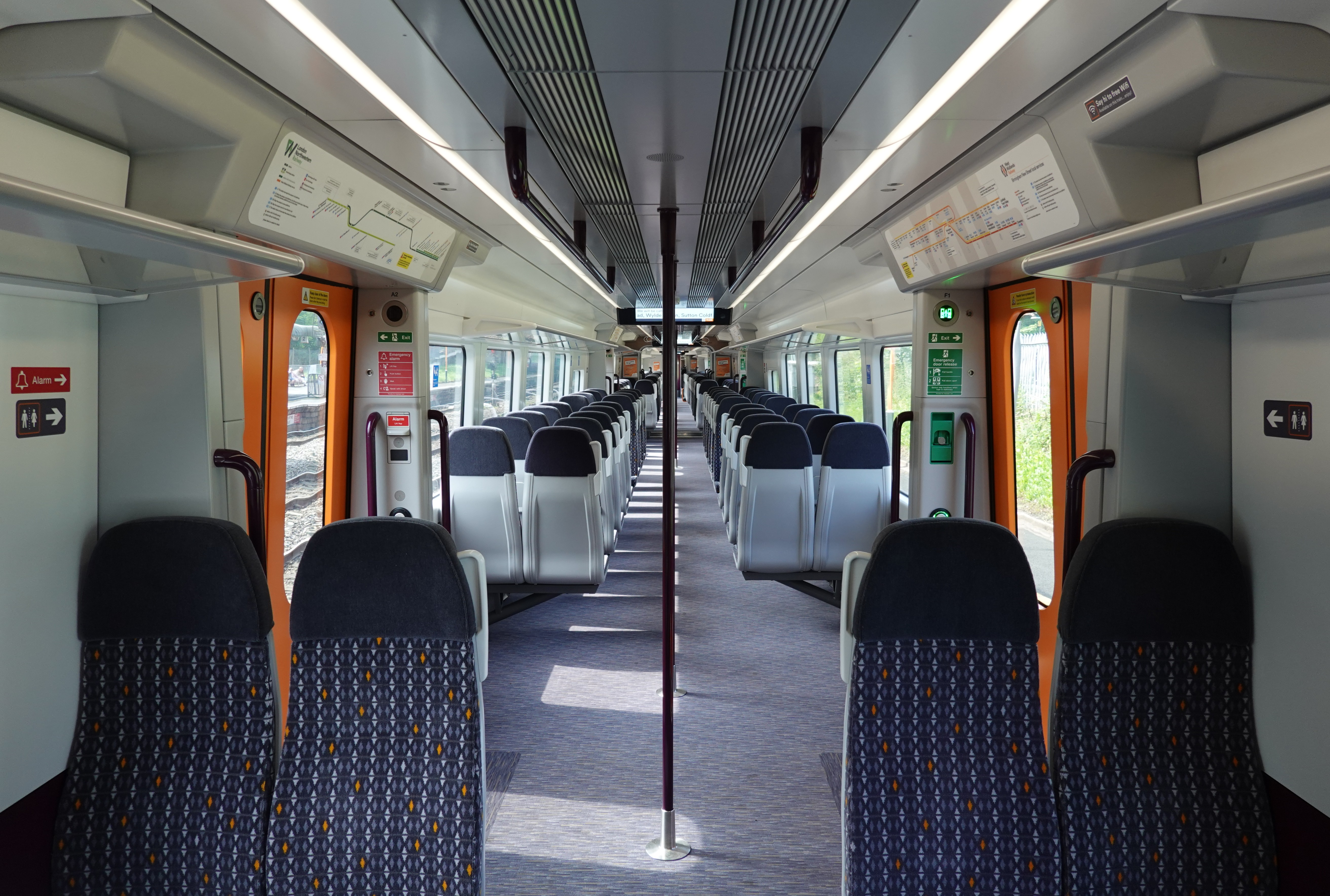
Innenraum eines Aventra für West Midlands Trains

West Midlands Trains setzt eigene Aventra-Triebzüge der Baureihe 730 auf zwei unterschiedlichen Netzen ein.
Für den Vorortverkehr der West Midlands Railway (WMR) wurden 48 dreiteilige und orange lackierte Züge der Baureihe 730/0 mit 145 km/h Höchstgeschwindigkeit beschafft. Ihr Einsatzgebiet ist seit April 2024 die S-Bahn-ähnliche Cross City Line in Birmingham, wo sie die Class 323 ersetzten. Sie werden üblicherweise in Doppeltraktion mit zusammen rund 400 Sitzplätzen eingesetzt. Die Züge der WMR sind die bisher einzigen Aventras, die außerhalb des Londoner Ballungsraums eingesetzt werden.
Eine zweite Serie von 36 grün lackierten Regionalzügen wurde für eine Höchstgeschwindigkeit von 177 km/h konzipiert. Diese aus fünf Wagen bestehenden Züge der Baureihe 730/2 werden im Netz London Northwestern Railway von London Euston in Richtung Birmingham eingesetzt. Der Fahrgasteinsatz begann im Juni 2025 auf der Linie Euston–Northampton. Ein Triebzug hat 406 Sitzplätze. In Doppeltraktion bieten die Aventras somit mehr Sitze als die zuvor eingesetzten aus bis zu drei Vierwagenzügen der Class 350 gebildeten Züge.
Damit Reisende während der Fahrt das Fahrzeug wechseln können, erhalten die Züge beider Typen Fahrgastübergänge an den Fronten. Weitere Komfortmerkmale für die Fahrgäste sind barrierefreie Toiletten, Klimatisierung, USB-Ladebuchsen und Steckdosen an den Sitzen und frei verfügbares WLAN.

## Baureihen
| Baureihe    | Bild         | Betreiber             | Baujahre                   | Anzahl Züge | Stromsystem                  | Anzahl Wagen                      | Länge Einzelwagen | Fahrgastübergang am Fahrzeugende | Bemerkung                                                                                |
| ----------- | ------------ | --------------------- | -------------------------- | ----------- | ---------------------------- | --------------------------------- | ----------------- | -------------------------------- | ---------------------------------------------------------------------------------------- |
| 345 Aventra | Baureihe 345 | Transport for London  | 2017, 202x                 | 70+10       | 25 kV, 50 Hz ~ (Oberleitung) | 9                                 | 22,5 m            | Nein                             | Für den S-Bahn-Einsatz auf der Elizabeth Line mit drei Türen pro Wagenseite ausgestattet |
| 345 Aventra | Baureihe 345 | Transport for London  | Baureihe 345 für Crossrail |             |                              |                                   |                   |                                  | Für den S-Bahn-Einsatz auf der Elizabeth Line mit drei Türen pro Wagenseite ausgestattet |
| 701 Aventra | Baureihe 701 | South Western Railway | 2020–                      | 90          | 750 V = (Stromschiene)       | 5 oder 10                         | 20 m              | Nein                             | 30 Fünfteiler und 60 Zehnteiler                                                          |
| 701 Aventra | Baureihe 701 | South Western Railway | Baureihe 701               |             |                              |                                   |                   |                                  | 30 Fünfteiler und 60 Zehnteiler                                                          |
| 710 Aventra | Baureihe 710 | London Overground     | 2019                       | 54          | Zweisystem                   | 4 oder 5                          | 20 m              | Nein                             | 48 Vierteiler und 6 Fünfteiler                                                           |
| 710 Aventra | Baureihe 710 | London Overground     |                            |             |                              |                                   |                   |                                  | 48 Vierteiler und 6 Fünfteiler                                                           |
| 720 Aventra | Baureihe 720 | Greater Anglia; c2c   | 2020/2021                  | 133 + 12    | 25 kV, 50 Hz ~ (Oberleitung) | 5 (ursprünglich auch 10 bestellt) | 24 m              | Nein                             | 133 Fünfteiler für Abellio Greater Anglia und 12 Fünfteiler für c2c                      |
| 720 Aventra | Baureihe 720 | Greater Anglia; c2c   |                            |             |                              |                                   |                   |                                  | 133 Fünfteiler für Abellio Greater Anglia und 12 Fünfteiler für c2c                      |
| 730 Aventra | Baureihe 730 | West Midlands Trains  | 2020–2024                  | 84          | 25 kV, 50 Hz ~ (Oberleitung) | 3 oder 5                          | 24 m              | Ja                               | 48 Dreiwagenzüge für Vorortverkehr und 36 Fünfwagenzüge für Regionalverkehr              |
| 730 Aventra | Baureihe 730 | West Midlands Trains  | Baureihe 730               |             |                              |                                   |                   |                                  | 48 Dreiwagenzüge für Vorortverkehr und 36 Fünfwagenzüge für Regionalverkehr              |